# José Moreno Villa

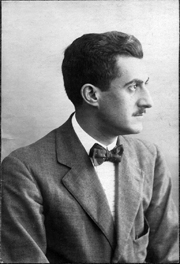
José Moreno Villa

José Moreno Villa (* 16. Februar 1887 in Málaga; † 25. April 1955 in Mexiko) war ein spanischer Dichter, Übersetzer, Essayist, Künstler, Archivar und Hochschullehrer. Er gehörte zur Gruppe Generación del 27.

## Leben
Nach Abschluss seiner Schulbildung in Málaga studierte Villa zunächst Chemie in Freiburg im Breisgau. 1910 kehrte er nach Málaga zurück und lebte dann als Übersetzer in Madrid, wo er in Kontakt mit José Ortega y Gasset, Enrique de Mesa, Ramón Pérez de Ayala, Enrique Díez Canedo, Juan Ramón Jiménez und Pío Baroja trat. Von 1916 bis 1921 arbeitete er im Verlag Editorial Calleja und publizierte in überregionalen Zeitschriften. Villa übersetzte unter anderem die Schriften von Heinrich Wölfflin, als Maler stand er dem Surrealismus nahe.
Fast 20 Jahre lebte er in der auch als Kulturzentrum fungierenden Residencia de Estudiantes in Madrid. In der Zweiten Spanischen Republik wurde Villa zum Palastarchivar des Königsschlosses ernannt und schrieb viel in El Sol.
Mit Ausbruch des Spanischen Bürgerkriegs übersiedelte Villa nach Valencia, dann in die Vereinigten Staaten und zuletzt nach Mexiko.

## Werke (Auswahl)

### Gedichte
- Garba (1913)
- El pasajero (1914)
- Luchas de Pena y Alegría y su transfiguración (1915)
- Evoluciones. Cuentos, Caprichos, Bestiario, Epitafios y Obras paralelas (1918)
- Colección. Poesías (1924)
- Jacinta la Pelirroja. Poema en poemas y dibujos (1929)
- Carambas (1931)
- Puentes que no acaban. Poemas (1933)
- Salón sin muros (1936)
- Puerta severa (1941)
- La noche del Verbo (1942)
- Voz en vuelo a su cuna (Avance de ese libro inédito) Ed. Ángel Caffarena Such (1961)
- Voz en vuelo a su cuna prologue León Felipe, epilog Juan Rejano (1961)
- Poesías completas Ed. Juan Pérez de Ayala (1998)
- La música que llevaba. Antología poética Ed. Juan Cano Ballesta (2010)

### Prosa
- Velázquez (1920)
- Patrañas (1921)
- Dibujos del Instituto Jovellanos (1926)
- Pruebas de Nueva York (1927)
- Locos, enanos, negros y niños palaciegos (1939)
- Cornucopia de México (1940)
- Doce manos mexicanas, datos para la historia literaria (1941)
- La escultura colonial mexicana (1941)
- Vida en claro, Autobiografía (1944)
- Leyendo a San Juan de la Cruz, Garcilaso, Fr. Luis de León, Bécquer, etc (1944)
- Probetería y locura (1945)
- Lo que sabía mi loro (1945)
- Lo mexicano en las artes plásticas (1948)
- Los autores como actores (1951)
- Análisis de los poemas de Picasso (1996)
- José Moreno Villa escribe artículos (1906-1937) ed. Carolina Galán Caballero (1999)
- Temas de arte ed. Humberto Huergo (2001)
- Ideografías de José Moreno Villa (2007)